# Уцнах
Уцнах (нем. Uznach) — коммуна в Швейцарии, в кантоне Санкт-Галлен. 
Входит в состав округа Зее-Гастер. Население составляет 5541 человек (на 31 декабря 2006 года). Официальный код — 3339.